# Lettonia ai Giochi della XXIX Olimpiade
La Lettonia ha partecipato ai Giochi della XXIX Olimpiade di Pechino, svoltisi dall'8 al 24 agosto 2008, con una delegazione di atleti.

## Medaglie
| Medaglia | Atleta             | Sport             | Evento                          |
| -------- | ------------------ | ----------------- | ------------------------------- |
| Oro      | Māris Štrombergs   | Ciclismo          | BMX maschile                    |
| Argento  | Ainārs Kovals      | Atletica leggera  | Lancio del giavellotto maschile |
| Bronzo   | Viktors Ščerbatihs | Sollevamento pesi | +105 kg maschile                |

## Atletica leggera
| 200 m      | Ronalds Arājs        | 21"22 | 5 |         |   |         |    |  |  |  |  |
| 800 m      | Dmitrijs Miļkevičs   |       |   | 1'47"12 | 4 |         |    |  |  |  |  |
| 3000 siepi | Valērijs Žolnerovičs |       |   |         |   | 8'37"65 | 10 |  |  |  |  |

| Gara         | Atleta           | Tempo     | Posizione |
| ------------ | ---------------- | --------- | --------- |
| Marcia 50 km | Igors Kazakēvičs | 3h 52'38" | 16        |
| Marcia 50 km | Ingus Janevics   | 4h 12'45" | 42        |

| Gara                   | Atleta             | Qualificazioni | Qualificazioni | Finale  | Finale |
| Gara                   | Atleta             | Misura         | Pos.           | Misura  | Pos.   |
| ---------------------- | ------------------ | -------------- | -------------- | ------- | ------ |
| Getto del peso         | Māris Urtāns       | 19,57 m        | 25             |         |        |
| Lancio del martello    | Igors Sokolovs     | 73,72 m        | 19             |         |        |
| Lancio del giavellotto | Vadims Vasiļevskis | 83,51 m        | 1              | 81,32 m | 9      |
| Lancio del giavellotto | Ainārs Kovals      | 80,15 m        | 7              | 86,64 m |        |
| Lancio del giavellotto | Ēriks Rags         | 79,33 m        | 13             |         |        |

| Prova                  | Jānis Karlivāns | Jānis Karlivāns | Jānis Karlivāns |
| Prova                  | Risultato       | Punti           | Pos.            |
| ---------------------- | --------------- | --------------- | --------------- |
| 100 metri              | 11"36           | 782             | 34              |
| Salto in lungo         | 7,26 m          | 876             | 13              |
| Getto del peso         | 14,85 m         | 780             | 14              |
| Salto in alto          | 1,84 m          | 661             | 32              |
| 400 metri              | 51"61           | 742             | 29              |
| 110 metri ostacoli     | 15"28           | 816             | 26              |
| Lancio del disco       | 44,54 m         | 757             | 18              |
| Salto con l'asta       | non partito     | non partito     | non partito     |
| Lancio del giavellotto | non partito     | non partito     | non partito     |
| 1500 metri             | non partito     | non partito     | non partito     |
| Totale                 |                 | non concluso    | non concluso    |

| Gara           | Atleta         | Batterie | Batterie | Semifinali | Semifinali | Finale | Finale |
| Gara           | Atleta         | Tempo    | Pos.     | Tempo      | Pos.       | Tempo  | Pos.   |
| -------------- | -------------- | -------- | -------- | ---------- | ---------- | ------ | ------ |
| 400 m ostacoli | Ieva Zunda     | 57"43    | 5        |            |            |        |        |
| 3000 siepi     | Inna Poluškina |          |          | 10'18"60   | 14         |        |        |

| Gara         | Atleta         | Tempo     | Posizione |
| ------------ | -------------- | --------- | --------- |
| Marcia 20 km | Jolanta Dukure | 1h 41'03" | 41        |

| Gara                   | Atleta        | Qualificazioni | Qualificazioni | Finale  | Finale |
| Gara                   | Atleta        | Misura         | Pos.           | Misura  | Pos.   |
| ---------------------- | ------------- | -------------- | -------------- | ------- | ------ |
| Lancio del giavellotto | Sinta Ozoliņa | 60,13 m        | 12             | 53,38 m | 11     |

| Prova                  | Aiga Grabuste | Aiga Grabuste | Aiga Grabuste |
| Prova                  | Risultato     | Punti         | Pos.          |
| ---------------------- | ------------- | ------------- | ------------- |
| 100 metri ostacoli     | 13"78         | 1010          | 21            |
| Salto in alto          | 1,77 m        | 941           | 17            |
| Getto del peso         | 12,70 m       | 707           | 29            |
| 200 metri              | 24"71         | 914           | 21            |
| Salto in lungo         | 6,36 m        | 914           | 7             |
| Lancio del giavellotto | 39,02 m       | 649           | 30            |
| 800 metri              | 2'16"87       | 867           | 21            |
| Totale                 |               | 6050          | 19            |

## Beach volley

### Torneo maschile
La Lettonia è stata rappresentata da una coppia, formata da Mārtiņš Pļaviņš e Aleksandrs Samoilovs.

#### Prima fase
| 9 agosto  | 21.00 | Rogers - Dalhausser | 0-2 (19-21, 18-21)        | Samoilovs - Pļaviņš | Beach Volleyball Ground |
| 11 agosto | 09:00 | Conde - Baracetti   | 2-0 (23-21, 21-19)        | Samoilovs - Pļaviņš | Beach Volleyball Ground |
| 13 agosto | 18:00 | Heyer - Heuscher    | 1-2 (17-21, 23-21, 13-15) | Samoilovs - Pļaviņš | Beach Volleyball Ground |

| posiz | squadra                           | G | W | P | Sv | Sp | Pf  | Ps  | Pts |
| ----- | --------------------------------- | - | - | - | -- | -- | --- | --- | --- |
| 1     | Samoilovs - Pļaviņš (Lettonia)    | 3 | 2 | 1 | 4  | 3  | 139 | 134 | 5   |
| 2     | Rogers - Dalhausser (Stati Uniti) | 3 | 2 | 1 | 4  | 2  | 121 | 92  | 5   |
| 3     | Heyer - Heuscher (Svizzera)       | 3 | 1 | 2 | 3  | 4  | 120 | 129 | 4   |
| 4     | Conde - Baracetti (Argentina)     | 3 | 1 | 2 | 2  | 4  | 99  | 124 | 4   |

#### Seconda fase
| Ottavi di finale | Ottavi di finale | Ottavi di finale | Ottavi di finale   | Ottavi di finale    | Ottavi di finale        |
| ---------------- | ---------------- | ---------------- | ------------------ | ------------------- | ----------------------- |
| 16 agosto        | 19.00            | Gosch - Horst    | 2-0 (21-17, 21-18) | Samoilovs - Pļaviņš | Beach Volleyball Ground |

## Canoa/kayak
| Gara      | Atleta                         | Batterie | Batterie | Semifinali | Semifinali | Finale   | Finale |
| Gara      | Atleta                         | Tempo    | Pos.     | Tempo      | Pos.       | Tempo    | Pos.   |
| --------- | ------------------------------ | -------- | -------- | ---------- | ---------- | -------- | ------ |
| C1 500 m  | Miķelis Ežmalis                | 1'54"890 | 6        | 1'56"907   | 6          |          |        |
| C1 1000 m | Miķelis Ežmalis                | 4'13"777 | 4        | 4'16"820   | 9          |          |        |
| K2 500 m  | Krists Straume Kristaps Zaļupe | 1'31"020 | 4        | 1'32"649   | 4          |          |        |
| K2 1000 m | Krists Straume Kristaps Zaļupe | 3'23"198 | 5        | 3'23"408   | 1          | 3'19"387 | 7      |

## Ciclismo

### BMX
| Gara         | Atleta           | Qualificazione | Qualificazione | Quarti | Quarti | Semifinali | Semifinali | Finale | Finale |
| Gara         | Atleta           | Tempo          | Pos.           | Punti  | Pos.   | Punti      | Pos.       | Tempo  | Pos.   |
| ------------ | ---------------- | -------------- | -------------- | ------ | ------ | ---------- | ---------- | ------ | ------ |
| BMX maschile | Ivo Lakučs       | 36"509         | 16             | 21     | 8      |            |            |        |        |
| BMX maschile | Artūrs Matisons  | 36"072         | 4              | 6      | 2      | 22         | 7          |        |        |
| BMX maschile | Māris Štrombergs | 35"910         | 2              | 7      | 1      | 3          | 1          | 36"190 |        |

### Su strada e Cross country
| Gara                    | Atleta              | Tempo        | Posizione    |
| ----------------------- | ------------------- | ------------ | ------------ |
| Corsa in linea maschile | Raivis Belohvoščiks | non concluso | non concluso |
| Corsa in linea maschile | Gatis Smukulis      | 6h 26'48"    | 68           |
| Cronometro maschile     | Raivis Belohvoščiks | 1h 08'54"    | 36           |

## Judo
| Gara  | Atleta              | Tabellone principale                      | Tabellone principale | Tabellone principale | Tabellone principale | Tabellone principale | Ripescaggi | Ripescaggi | Ripescaggi | Ripescaggi |
| Gara  | Atleta              | Sedicesimi                                | Ottavi               | Quarti               | Semifinali           | Finale               | 1º turno   | Quarti     | Semifinali | Finale     |
| ----- | ------------------- | ----------------------------------------- | -------------------- | -------------------- | -------------------- | -------------------- | ---------- | ---------- | ---------- | ---------- |
| 73 kg | Vsevolods Zeļonijs  | Krzysztof Wiłkomirski (Polonia) 0010-0020 |                      |                      |                      |                      |            |            |            |            |
| 90 kg | Jevgeņijs Borodavko | Roberto Meloni (Italia) 0010-0100         |                      |                      |                      |                      |            |            |            |            |

## Nuoto
| Gara               | Atleta              | Batterie | Batterie | Semifinali | Semifinali | Finale | Finale |
| Gara               | Atleta              | Tempo    | Pos.     | Tempo      | Pos.       | Tempo  | Pos.   |
| ------------------ | ------------------- | -------- | -------- | ---------- | ---------- | ------ | ------ |
| 100 m stile libero | Romāns Miloslavskis | 1'48"41  | 25       |            |            |        |        |
| 200 m stile libero | Romāns Miloslavskis | 50"40    | 46       |            |            |        |        |
| 100 m farfalla     | Andrejs Dūda        | 55"20    | 59       |            |            |        |        |
| 200 m misti        | Andrejs Dūda        | 2'04"18  | 38       |            |            |        |        |

## Pallacanestro

### Torneo femminile
La nazionale lettone si è qualificata per i Giochi nell'ultimo torneo di qualificazione olimpico.

#### Squadra
La squadra era formata da:
- Elīna Babkina (playmaker)
- Gunta Baško (ala piccola)
- Aija Brumermane (ala-centro)
- Anda Eibele (guardia)
- Zane Eglīte (playmaker)
- Liene Jansone (ala grande)
- Anete Jēkabsone (capitano, guardia tiratrice)
- Dita Krūmberga (swingman)
- Ieva Kubliņa (ala grande)
- Aija Putniņa (ala grande)
- Zane Tamane (centro)
- Ieva Tāre (ala piccola)

#### Prima fase
| Data      | Ora locale | Squadra  | Punteggio | Squadra       | Referto |
| --------- | ---------- | -------- | --------- | ------------- | ------- |
| 9 agosto  | 22:15      | Russia   | 62 - 57   | Lettonia      | ref     |
| 11 agosto | 16:45      | Lettonia | 57 - 80   | Bielorussia   | ref     |
| 13 agosto | 14:30      | Brasile  | 78 - 79   | Lettonia      | ref     |
| 15 agosto | 11:15      | Lettonia | 73 - 96   | Australia     | ref     |
| 17 agosto | 14:30      | Lettonia | 68 - 72   | Corea del Sud | ref     |

| Squadra       | P  | V | P | PF  | PS  | Diff. |
| ------------- | -- | - | - | --- | --- | ----- |
| Australia     | 10 | 5 | 0 | 424 | 319 | +105  |
| Russia        | 9  | 4 | 1 | 339 | 333 | +6    |
| Bielorussia   | 7  | 2 | 3 | 324 | 332 | -8    |
| Corea del Sud | 7  | 2 | 3 | 327 | 360 | -33   |
| Brasile       | 6  | 1 | 4 | 337 | 354 | -17   |
| Lettonia      | 6  | 1 | 4 | 334 | 387 | -53   |

## Pentathlon moderno
| Gara      | Atleta            | Tiro  | Tiro  | Scherma  | Scherma | Nuoto   | Nuoto | Equitazione | Equitazione | Corsa    | Corsa | Punteggio totale | Posizione |
| Gara      | Atleta            | Punti | Punt. | Vittorie | Punt.   | Tempo   | Punt. | Punti       | Punt.       | Tempo    | Punt. | Punteggio totale | Posizione |
| --------- | ----------------- | ----- | ----- | -------- | ------- | ------- | ----- | ----------- | ----------- | -------- | ----- | ---------------- | --------- |
| Maschile  | Deniss Čerkovskis | 184   | 1144  | 15       | 760     | 2'10"46 | 1236  | 71"75       | 1088        | 9'29"96  | 1124  | 5352             | 11        |
| Femminile | Jeļena Rubļevska  | 181   | 908   | 27       | 1048    | 2'22"94 | 1208  | 74"64       | 980         | 10'49"35 | 1124  | 5268             | 23        |

## Sollevamento pesi
| Gara    | Atleta             | Strappo | Strappo | Slancio | Slancio | Totale | Posizione |
| Gara    | Atleta             | Ris.    | Pos.    | Ris.    | Pos.    | Totale | Posizione |
| ------- | ------------------ | ------- | ------- | ------- | ------- | ------ | --------- |
| +105 kg | Viktors Ščerbatihs | 206     | 3       | 242     | 3       | 448    |           |

## Tennis
| Gara               | Atleta         | Trentaduesimi                       | Sedicesimi | Ottavi | Quarti | Semifinali | Finale |
| ------------------ | -------------- | ----------------------------------- | ---------- | ------ | ------ | ---------- | ------ |
| Singolare maschile | Ernests Gulbis | Nikolaj Davydenko (Russia) 4-6, 2-6 |            |        |        |            |        |

## Tiro
| Gara                    | Atleta            | Qualificazioni | Qualificazioni | Finale    | Finale       | Finale |
| Gara                    | Atleta            | Punteggio      | Pos.           | Punteggio | Punt. totale | Pos.   |
| ----------------------- | ----------------- | -------------- | -------------- | --------- | ------------ | ------ |
| Pistola 25 m automatica | Afanasijs Kuzmins | 565            | 17             |           |              |        |